# Pholcus triangulatus
Pholcus triangulatus är en spindelart som beskrevs av Zhang 2000. Pholcus triangulatus ingår i släktet Pholcus och familjen dallerspindlar. Inga underarter finns listade i Catalogue of Life.